# Marianne Mewis
Marianne Mewis (* 6. Dezember 1866 in Arnsfelde, Westpreußen; † 29. Dezember 1938 in Schwerin, Mecklenburg) war eine deutsche Schriftstellerin.

## Leben und Wirken
Der Vater war ein Gutsbesitzer in Westpreußen, der philosophisch interessiert war, die Mutter starb früh.
Marianne Mewis besuchte ein Lehrerinnenseminar und eine Handelsschule. Danach leitete sie zwölf Jahre lang eine Ausbildungsanstalt für Mädchen in Dresden. Seit etwa 1900 widmete sie sich vor allem  Schriftstellertätigkeiten und reiste viel, wahrscheinlich auch nach Italien und Lothringen. Danach lebte sie zeitweise in Berlin und  Dresden. 1938 starb sie in Schwerin.
Marianne Mewis veröffentlichte etwa zehn Bücher mit Romanen und Erzählungen.